# AA Coruripe
Associação Atlética Coruripe – brazylijski klub piłkarski z siedzibą w mieście Coruripe leżącym w stanie Alagoas.

## Osiągnięcia
- Mistrz stanu Alagoas (Campeonato Alagoano): 2006, 2007
- Wicemistrz stanu Alagoas: 2004, 2005

## Historia
Klub Associação Atlética Coruripe założony został 1 marca 2003 roku i jeszcze w roku założenia zdążył wygrać drugą ligę stanu Alagoas po pokonaniu na stadionie Gerson Amaral klubu Sete de Setembro 3:1. W następnym roku klub zadebiutował w pierwszej lidze stanu (Campeonato Alagoano).
W 2004 roku klub został wicemistrzem stanu Alagoas. W finale Campeonato Alagoano Coruripe pokonany został przez Corinthians Alagoano. W pierwszym meczu (5 maja) Coruripe wygrał 3:2, jednak w rewanżu (9 maja) przegrał 0:2. Klub, jako wicemistrz stanu, przystąpił w tym samym roku do rozgrywek trzeciej ligi brazylijskiej (Campeonato Brasileiro Série C). Coruripe odpadł już jednak w pierwszym etapie rozgrywek, wyprzedziwszy w grupie jedynie Corinthians Alagoano. Przed Coruripe znalazły się kluby Porto i Itacuruba.
W roku 2005 klub ponownie został wicemistrzem stanu Alagoas. Mistrzem został klub ASA, który wygrał oba etapy mistrzostw - Copa Maceió i Copa Alagoas. Wicemistrzostwo stanu znów dało okazję do występu w trzeciej lidze brazylijskiej - tym razem bardziej udanego. Klub w pierwszym etapie wygrał grupę wyprzedzając kluby América de Natal, Nacional de Patos oraz Vitória. W drugim etapie Coruripe pokonał klub Icasa. W trzecim etapie jednak klub uległ grupowemu rywalowi - klubowi América de Natal.
W roku 2006 Coruripe pierwszy raz w swych krótkich dziejach zdobył mistrzostwo stanu Alagoas (Campeonato Alagoano). W finale klub pokonał CSA - w pierwszym meczu wygrał 1:0, w drugim przegrał 0:1 i ostatecznie tytuł mistrza zdobył po wygraniu rzutów karnych 6:5. W następnym, 2007 roku, Coruripe został mistrzem stanu drugi raz z rzędu.